# Claude Monet
Claude Oscar Monet (14. listopadu 1840, Paříž – 5. prosince 1926, Giverny) byl francouzský impresionistický malíř.

## Život

### Dětství a mládí v Le Havru (1840–1858)
Narodil se roku 1840 v Paříži, po pěti letech se jeho rodina odstěhovala do Normandie. Jeho otec se stal společníkem svého švagra, obchodníka s koloniálním zbožím a lodní výstrojí v Le Havru.  Malířské nadání projevoval už ve škole, jeho výstižné karikatury učitelů a občanů města vzbudily pozornost místního malíře Eugène Boudina, který byl od roku 1856 jeho prvním malířským učitelem. Krajinář Boudin ho uvedl do tajů olejomalby a práce v plenéru. Měl zásadní vliv na Monetovo rozhodnutí stát se malířem i proti vůli rodičů. V roce 1858 vystavil své první dvě krajinomalby na městské výstavě výtvarného umění v Le Havru. Po matčině smrti v roce 1857 byl poslán na výchovu ke své bezdětné tetě.

### Studium a malířské začátky (1859–1869)
Roku 1859 se Monet zapsal do nezávislé malířské akademie Suisse v Paříži, protože odmítal oficiální akademismus a tradiční ateliérovou malbu. Tam se seznámil s Camillem Pissarem a s ním se dostal mezi stoupence nového směru v malířství soustředěné kolem Gustava Courbeta.  
V roce 1861 dostal povolávací rozkaz do Alžírska. Otec mu slíbil, že mu od vojenské služby pomůže, pokud se vzdá malování. Tvrdohlavý Monet raději narukoval. Z Alžíru se vrátil s podlomeným zdravím (onemocněl tyfem, a proto byl z další služby uvolněn). Kvůli rekonvalescenci se vrátil do Le Havru, kde se setkal s nizozemským krajinářem Johannem Jongkindem.
V roce 1862 se Monet vrátil do Paříže a navštěvoval kursy malířství v soukromém ateliéru Charlese Gleyra. Tam se seznámil s Alfredem Sisleym, Frédéricem Bazillem a Renoirem, se kterými trávil dlouhé hodiny v debatách o umění. Také společně malovali v krajině a sdíleli myšlenky o působení světla, což je později spojilo ve formování impresionismu. Nespokojen s výukou, vystoupil koncem roku 1863 se svými přáteli ze školy a vydal se vlastní cestou, kterou bylo malování v přírodě. Předmětem jejich zájmu byly různé přírodní jevy, světelné efekty, kontrast světla a stínu. Malovali nejprve zákoutí Fontainebleuského lesa a potom se vydali do Normandie, kde v Honfleuru při ústí Seiny do moře našli nové motivy pro svou tvorbu. Monetovy dvě krajiny z normandského pobřeží (Pohled na výběžek v Le Havru a Maják v Honfleruru) byly poprvé vystaveny v Salónu roku 1865.
Jejich vzorem byl Édouard Manet, který byl v té době vůdčí osobností moderního malířství. V roce 1865 se Monet rozhodl namalovat velkou figurální kompozici na námět slavného Manetova obrazu Snídaně v trávě. Rozměrný obraz (6 × 5 metrů) představující piknik šesti párů na mýtině Fontainebleuského lesa však jeho přátelé podrobili kritice a Monet ho nakonec prodal svému věřiteli, který ho srolovaný uložil ve sklepě. S Manetem se Monet osobně poznal v roce 1867. Přátelský vztah obou malířů upevnily schůzky umělecké avantgardy v kavárně Guerbois. Manetův vliv se projevoval v Monetových obrazech z konce šedesátých let, pro které jsou typické figurální motivy zobrazující současného člověka v přirozeném prostředí.
Roku 1866 se setkal s modelkou Camille Doncieuxovou, která byla vzorem pro ženské postavy na Snídani v trávě. Namaloval ji na dalším rozměrném obraze, který chtěl nabídnout pro Salón. Obraz Žena v zelených šatech však porota odmítla vystavit. Nepřijala ani v následujícím roce jeho obraz Ženy v zahradě, na kterém poprvé zachytil přirozené měnící se světlo. V těchto letech Monet prožíval těžké hmotné starosti. Byl zadlužený, střídal byty, aby unikl věřitelům a musel spoléhat na podporu přátel, především zámožného Frédérica Bazilla. Určitý čas pobýval u své tety v Normandii v Saint Adresse. Camille, která čekala jeho dítě, zůstala v Paříži pod dohledem Frédérica Bazille a Camilla Pissara. Syn Jean se narodil v létě 1867. Těžká životní situace ho přivedla až k myšlenkám na sebevraždu.

### Cesta k Impresionismu (1870–1878)
Monet se však nevzdal, v roce 1869 se vrátil do Paříže mezi své umělecké přátele. Koncem šedesátých let se začal výlučné zabývat krajinou; motivy si vybíral v okolí Seiny. Spolu s Renoirem často pracovali v Bougivalu na břehu řeky, kde se jim na obraze venkovské restaurace La Grenouillière podařilo zachytit atmosféru místa, hru světel na vodní hladině, skupinu výletníků. V tomto obraze se oba přiblížili impresionismu.
V roce 1869 porota Salonu opět nepřijala jeho obrazy a Monet odjel na léto do Saint-Michel. V červnu 1870 legalizoval svůj vztah s Camillea odcestoval do Trouville, kde ho zastihla pruská válka. Jeho přítel Frédéric Bazille zemřel na frontě. Monet nechtěl narukovat a odjel do Londýna za Camillem Pissarem, kde je Charles-François Daubigny seznámil s obchodníkem obrazy Durant-Ruelem, což mělo význam pro jeho budoucí kariéru. V Londýně poznali oba malíři dílo anglických krajinářů Johna Constabla a Williama Turnera, malovali společně na břehu Temže a v londýnských parcích. Na zpáteční cestě se stavili v Nizozemsku, kde je nadchl japonský barevný dřevoryt. Monet se s Camillou a synem usadil v Zaandamu a během čtyřměsíčního pobytu zde namaloval 25 pláten.

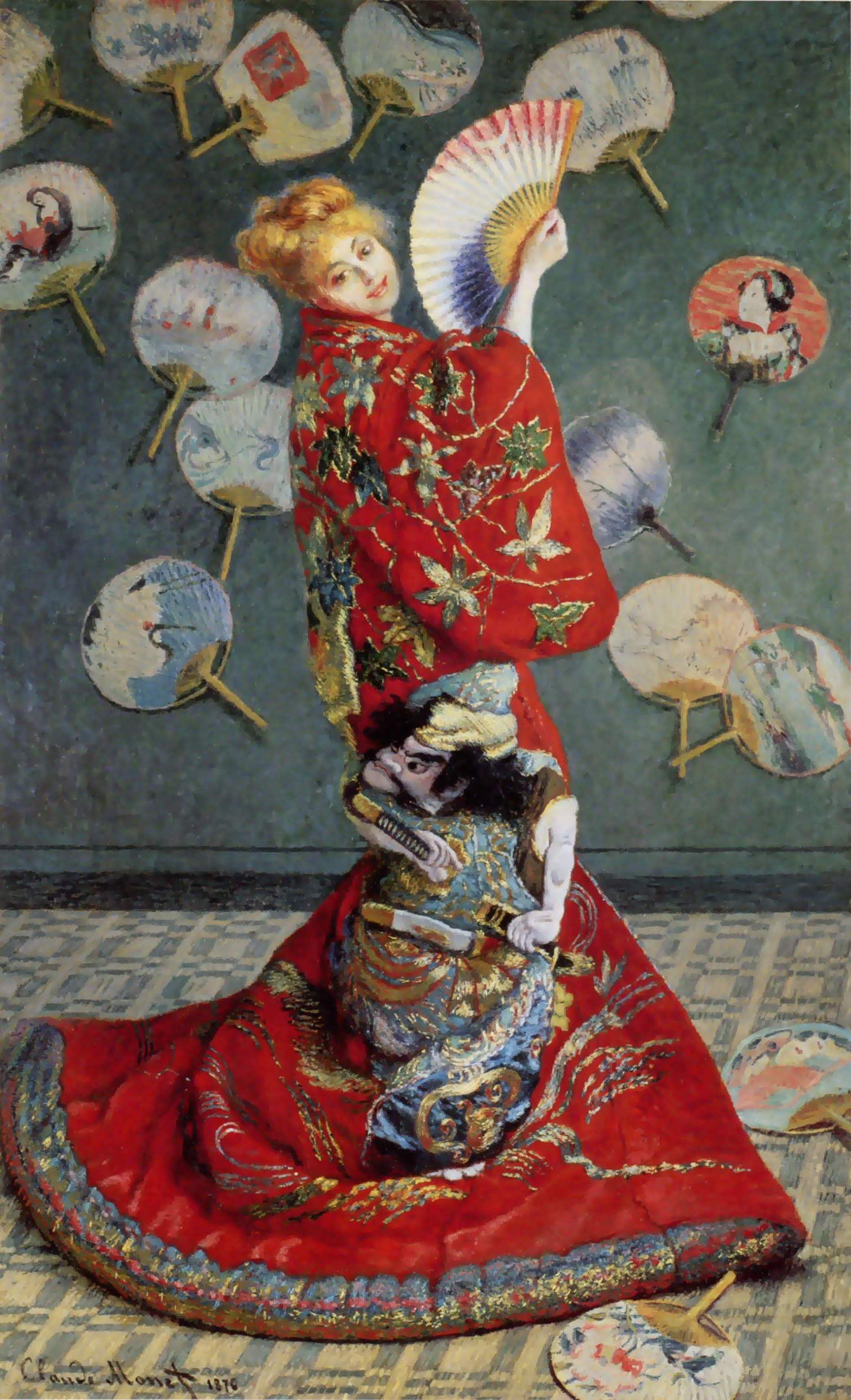
Paní Monetová v japonském kimonu (1875)

Od 1872 Monet s rodinou pobýval v Argenteuil, kam za ním dojížděli jeho přátelé Manet nebo Renoir a ve vzájemné symbióze zde vytvořili řadu obrazů v plenéru. Jeho finanční situace se přechodně zlepšila, když získal dědictví po otci a Paul Durand-Ruel od něho koupil přes dvacet obrazů. Monet v tomto období maloval nejen venkovskou krajinu, ale vytvořil vynikající obrazy Paříže, na nichž zachytil rušný život velkoměsta. Patří sem například Boulevard des Capucines nebo cyklus obrazů Nádraží Saint Lazare. Hlavní směr vývoje Monetovy tvorby je však spojen především s okolím Argenteuil. Pro zachycení odlesků vodní hladiny používá techniku barevných skvrn, která přechází i do dalších částí obrazů, jeho kolorit se projasňuje, stále větší význam nabývá atmosféra okamžiku (Regata v Argenteuil, 1872).
V roce 1873 nepřihlásil Monet na Salón žádný svůj obraz. Roku 1874 se podílel na první výstavě nezávislých umělců Sdružení umělců, malířů, sochařů a rytců (Société anonyme des artistes, peintres, sculpteurs et graveurs) u fotografa Nadara na Boulevard des Capucines, kde vystavil sedm pastelů a pět olejů. Mezi nimi byl obraz Dojem, východ slunce (Impression, soleil levant, 1872), jenž dal podnět k přezdívce „impresionisté“. Zúčastněné malíře tak ironicky nazval redaktor časopisu Charivari Louis Leroy. Publikum přijalo výstavu s nepochopením a posměchem, nepřinesla očekávaný finanční efekt. Do finančních potíží se dostal i Paul Durand-Ruel, který musel pozastavit své nákupy.
Aby překonal finanční tíseň, roku 1875 rozprodal v dražbě hotelu Drouot své obrazy za směšné nízké částky (100–300 franků). Vylepšení rodinného rozpočtu mu přinesl o rok později alespoň prodej portrétu Camilly v japonském kimonu, který odpovídal tehdy módnímu stylu.Účastnil se výstav impresionistů 1876, 1877, 1878, 1882 a 1886. Třetí výstava, kam poslal 8 obrazů ze série Nádraží Saint– Lazar, byla úspěšná a poprvé měla kladnou odezvu v odborném tisku.

### Změny v osobním životě (1879–1883)

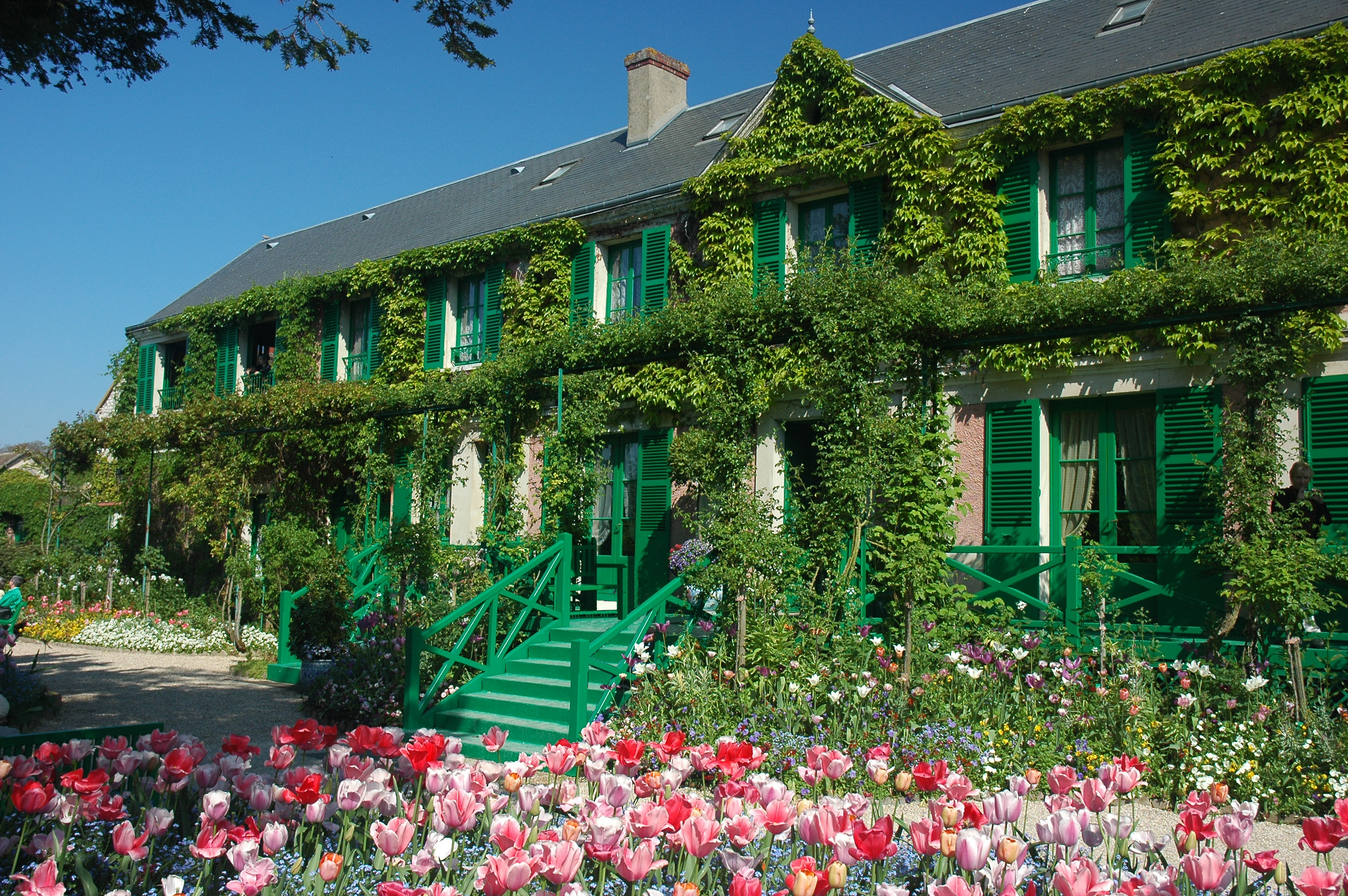
Monetův dům v Giverny

V roce 1878 Monet Argenteuil opustil a dočasně se přestěhoval do Paříže kde se mu narodil druhý syn. Camille byla po těžkém porodu oslabená a Monet měl obavy o její zdraví. Usadil se ve Vertheuil, kde bydlel se svou rodinou sběratel impresionistických obrazů Ernest Hoschedé, pro jehož zámek v Montgeronu Monet namaloval v roce 1876 několik obrazů. V září 1879 Camille přes veškerou péči zemřela.
Když Hoschédé po bankrotu rodinu opustil, Monet začal žít s Alicí Hoschédéovou a jejími dětmi. V roce 1881 se všichni přestěhovali do Poissy a v roce 1883 se usadili v Giverny. Monet si tam pronajal dům obklopený velkou zahradou, který po zlepšení své finanční situace v roce 1890 odkoupil. Po smrti Ernesta Hoschédého se v roce 1892 s Alicí oženil.

### Uznávaný malíř, obrazové cykly (1884–1896)

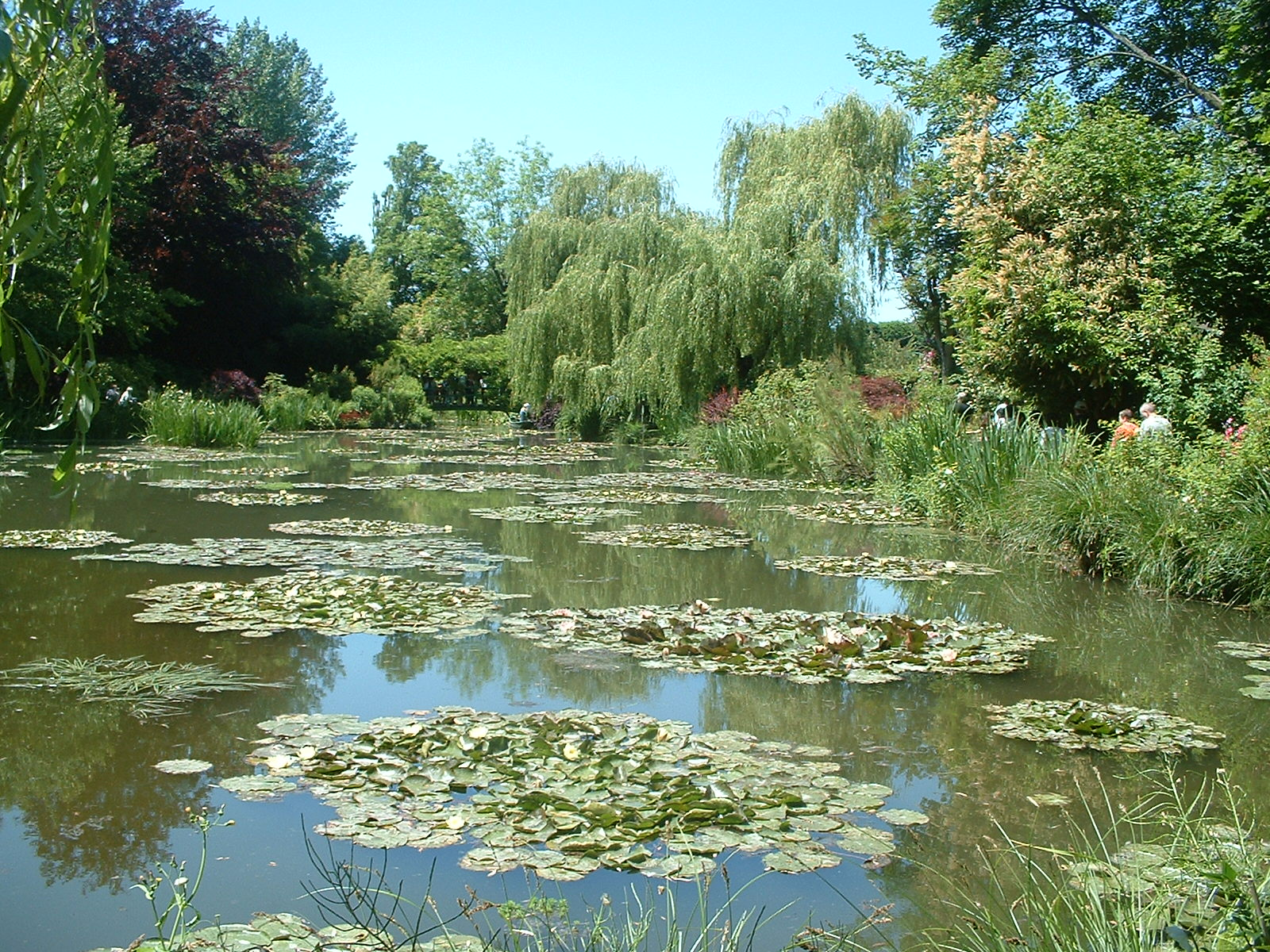
Lekníny v Monetově zahradě v Giverny

V osmdesátých letech se zvýšil zájem sběratelů o impresionistické umění a Paul Durand-Ruel, který dosáhl úspěchu v jejich prodeji, pomohl Monetovi vytvořit zázemí pro klidnou tvorbu. Za svými krajinářskými motivy zajížděl na pobřeží do Normandie a Bretaně, vesniček kolem Seiny, na Rivièru (Bordighera). Řadu motivů mu poskytlo především okolí Étretatu, odkud pochází některé z jeho nejlepších obrazů mořského pobřeží, skalisek a příboje (Příboj v Étretatu, 1883, La Manneport, 1883, 1886) nebo ostrov Belle-Île-en-Mer (1886).
Monet došel uznání již koncem osmdesátých let, což potvrdila i jeho společná výstava s Augustem Rodinem v červnu 1889 v Paříži. Také výstava Monetových obrazů z posledního období, kterou uspořádal Paul Durand-Ruel v roce 1891, byla přijata příznivě.
V duchu zásad impresionismu začal v tomto období malovat své proslulé série, několik pláten se stejným motivem zachyceným v různých časových i světelných podmínkách. V okolí Giverny takto vznikly cykly Topolů a Kupek sena, v letech 1892 až 1894 pak vytvořil asi padesát obrazů, na kterých je část fasády Rouenské katedrály, jak ji mohl pozorovat z okna protějšího domu. Cykly představily nový tvůrčí přístup, kdy více než samotný objekt je zdůrazněna jeho smyslová stránka, atmosféra, dojem.

### Závěr života v Giverny (1897–1926)

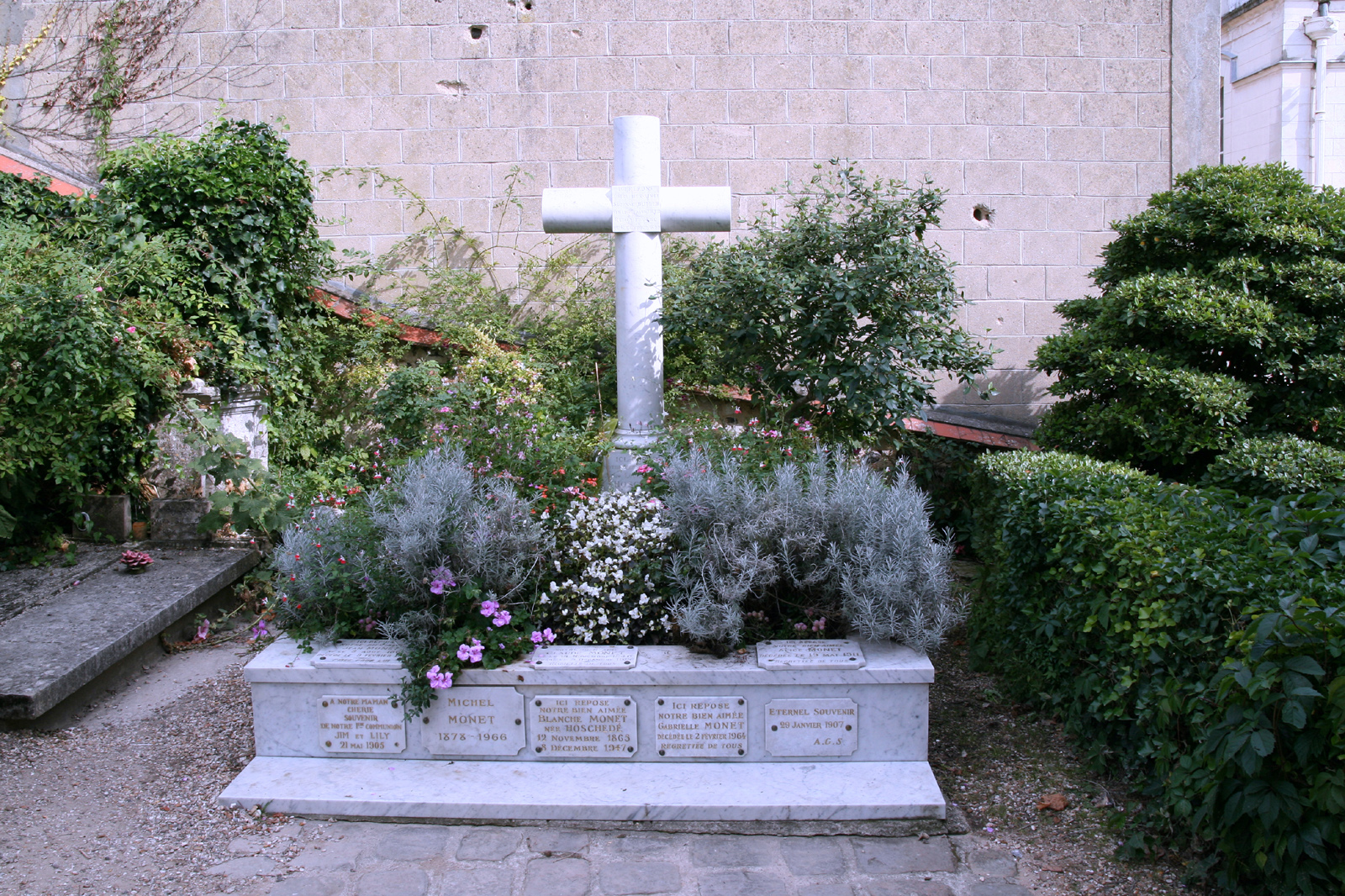
Hrob Clauda Moneta v Giverny

Monet žil v Giverny, kde kolem domu budoval svou proslulou zahradu s vodními plochami ramene říčky Epte. Zahrada se stala námětem jeho posledních obrazových cyklů. Rybníček s lekníny dal podnět k slavnému cyklu Leknínů. Byl již uznávaným umělcem, vyhledávali ho umělci i obdivovatelé ze zahraničí, kteří tam tvořili v malířské kolonii. Monet v letech 1904–1908 zajížděl do Londýna, kde namaloval sérii obrazů Mostu Waterloo s typickou mlhavou atmosférou. Výstava pohledů na Temži uspořádaná na jaře 1904 přinesla Monetovi zatím největší úspěch. Navštívil i Norsko (1895), Španělsko (1904) a roku 1908 podnikl cestu do Benátek.
V roce 1911 zemřela jeho žena Alice a v roce 1914 přišel o syna Jeana. O čtyři roky později zemřel jeho přítel Auguste Renoir. Monet trpěl šedým zákalem a zhoršoval se mu zrak. V roce 1923 podstoupil oční operaci a znovu pracoval až do své smrti. Šedý zákal mu značné ovlivnil malířskou techniku, zejména v posledních letech jeho života. Starala se o něj jeho snacha Blanche. Jeho přítelem a podporovatelem byl v posledních letech politik, státník a novinář Georges Clemenceau, který měl velkou zásluhu na realizaci Monetova cyklu Leknínů a jeho vystavení ve veřejných prostorách. Claude Monet zemřel jako slavný a zámožný umělec v roce 1926 na rakovinu plic.
V květnu 1927 bylo v pařížské Oranžérii otevřeno muzeum Clauda Moneta, kde ve dvou speciálně vybudovaných pavilonech byly instalovány velkorozměrové panely z cyklu Leknínů, které Monet daroval státu v roce 1923. Dědicem pozůstalosti se stal malířův syn Michel (1878–1966), který velkou část obrazů odkázal Muzeu Marmottan Monet v Paříži. Dům v Givenchy přešel po jeho smrti v roce 1966 do vlastnictví Akademie výtvarných umění, resp. Nadace Clauda Moneta, která jej po rekonstrukci a úpravě zahrad otevřela pro veřejnost.

## Dílo
- Kostel ve Vétheuil pod sněhem (1878–1881)
- Regaty v Argenteuil (1872)
- Sníh v Argenteuil (1878–1881)
- Dojem, vycházející slunce (1872)
- Nádraží Saint-Lazare (1877)
- Rouenská katedrála, hnědá harmonie (1892)
- Divoké vlčí máky (1873)
- Maják v Honfleuru (1864)
- La Grenouillére (1869)
- Železniční most v Argenteuil (1874)
- Oběd v zahradě (1872)
- Lekníny (c.1910)
- Boulevard des Capucines (1873)
- Dámy v květinách (1875)
- Vlajkosláva v ulici Montorgueil (1878)
- Přezimující čluny (1885)
- Loďky na řece Epte (1888)

## Tvorba
Monet je pravý otec impresionismu. Jeho dílo může sloužit jako školní příklad impresionistického stylu, názoru a techniky, přestože ve svém pozdním díle impresionismus překonává osobitým expresívním projevem.
Předmětem jeho zájmu byly různé přírodní jevy, zejména světelné efekty. Oblíbeným motivem mnoha Monetových obrazů je zrcadlení vodní hladiny. Scény jsou zpočátku pojaté realisticky, ale postupně klesá význam zobrazovaného předmětu a větší důležitost dostává vyjádření atmosféry, zprostředkování pocitu a nálady. Zachycuje proměny motivů v různých fázích dne a povětrnostních podmínkách z odlišných perspektiv, vznikají tak celé série obrazů.
Jedním z nejčastějších námětů jeho obrazů na jeho posledních obrazových cyklech jsou pohledy do jeho zahrady s leknínovými jezírky v Giverny. Monetovy obrazy jsou plné zářivých barev a odrazů, jakoby naplněné světlem. Tohoto efektu Monet dosáhl tím, že svá plátna pokrýval bezpočtem jednotlivých tahů štětce, aby tak vytvořil bohatý opar modré, červené a zelené, které se v oku diváka pojí ve smyslový kompoziční zážitek. Všechny jeho barvy se čistě blyští z obrazu a vytvářejí dojem neklidu a životnosti krajiny. Experimentování s barvou a světlem tak postavilo Moneta nejen do vůdčí pozice impresionismu, ale také pomohlo k dosažení počátečního bodu v abstraktním umění.

### Příklady obrazů
- Snídaně v trávě, 1865 vytvořil obraz na podobný námět jako Manet. Všechny postavy mají společenské oděvy. Ubrus leží přímo na zemi a na něm je občerstvení. Kolem ubrusu posedávají lidé – Monetovi přátelé. Modelem pro ženské postavy byla jeho budoucí manželka Camille Doncieux, mezi muži se objevují Gustave Courbet a Frédéric Bazille.[15] Obraz je bez plynulého přechodu barev – věnuje se především světlu. Mezi korunami stromů jsou vidět paprsky slunce – fragmenty světla se objevují i na zemi. Monet toto dílo nikdy nedokončil, neměl na to finanční prostředky – začaté dílo musel dát svému věřiteli; obraz sice dostal po mnoha letech zpět, ale poničený. Proto plátno rozřezal a vybral pouze tři fragmenty, které opravil. Skicu celého obrazu vlastní Puškinovo muzeum v Moskvě.[2]
- Imprese, východ slunce (původně se měl jmenovat Moře). Snažil se zaznamenat smyslové zážitky – vyslovit dojem a náladu. Na obraze je moře a nad ním východ slunce, které se odráží na vodní hladině. V pozadí jsou vidět stěžně velkých lodí. Loďka v popředí je vytvořena jen několika málo tahy štětcem.[16]
- Dáma se slunečníkem – cyklus obrazů. Na obrazech je žena na rozkvetlé louce, někdy se vyskytuje i postava chlapce. Postavy jsou malovány z podhledu. Tyto obrazy jsou jedny z mála, kde je postava hlavním námětem. Monet maloval především krajiny.
- Kupky sena – cyklus obrazů. V těchto obrazech je větší dominance barev, která poté ovlivnila malíře v 1. polovině 20. století – impulz pro vznik abstraktního umění. Jeden z obrazů s motivem kupky sena byl na aukci Sotheby's v New Yorku vydražen v květnu 2019 za 110,7 milionu dolarů, což je rekordní částka za jakékoliv Monetovo plátno.[17]
- Obrazy z Londýna Na díle je londýnská mlha nad Temží. V pozadí je vidět londýnský parlament. Toto téma maloval vícekrát v různých fázích (západ slunce, ranní mlha, …)
- Lekníny Častým motivem jsou lekníny na jeho zahradě. Tato díla se začala více podobat abstraktním plochám – ztrácí se konkrétní námět, jsou to osvětlené – barevné plochy.
- Nádraží Saint Lazare – byl fascinován oblaky páry z vlaků, na tomto místě namaloval mnoho obrazů.
- Katedrála v Rouenu – namaloval několik verzí tohoto obrazu v různých světelných podmínkách a ročních obdobích.

## Galerie

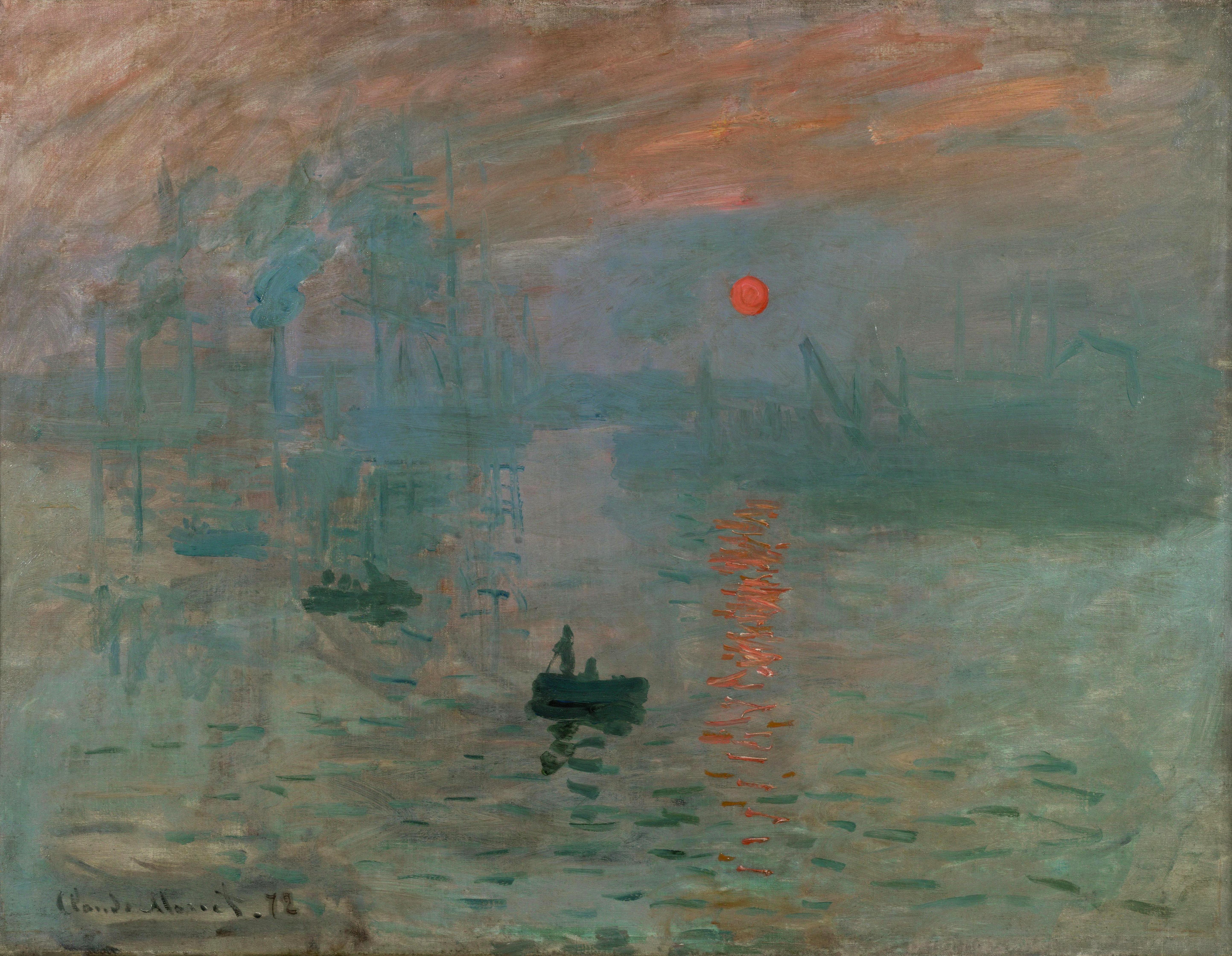
Imprese, východ slunce (Impression, soleil levant, 1872)
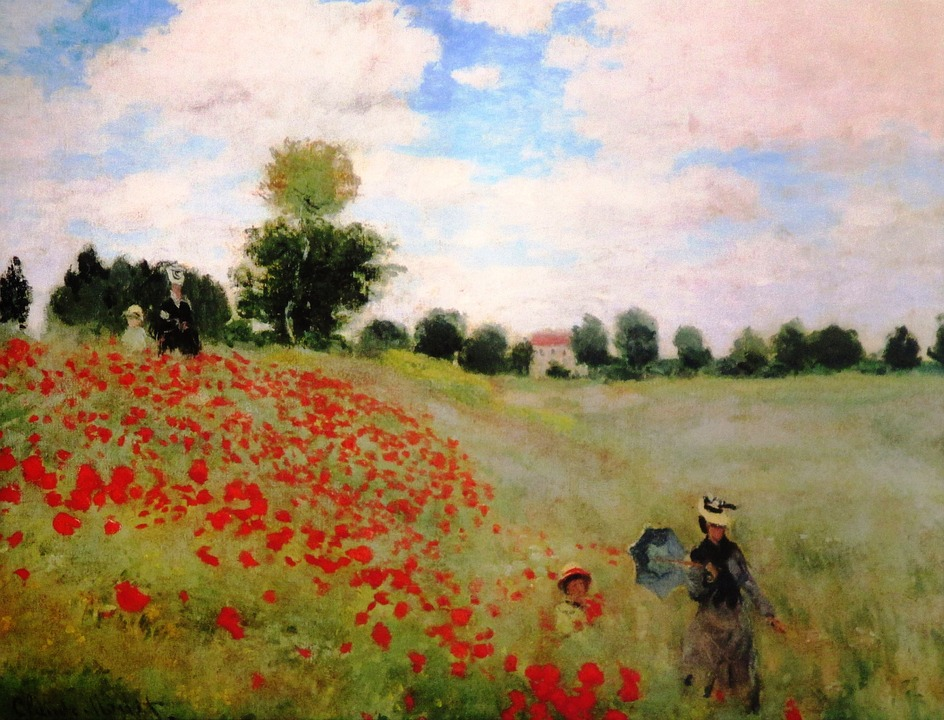
Vlčí máky (1873)
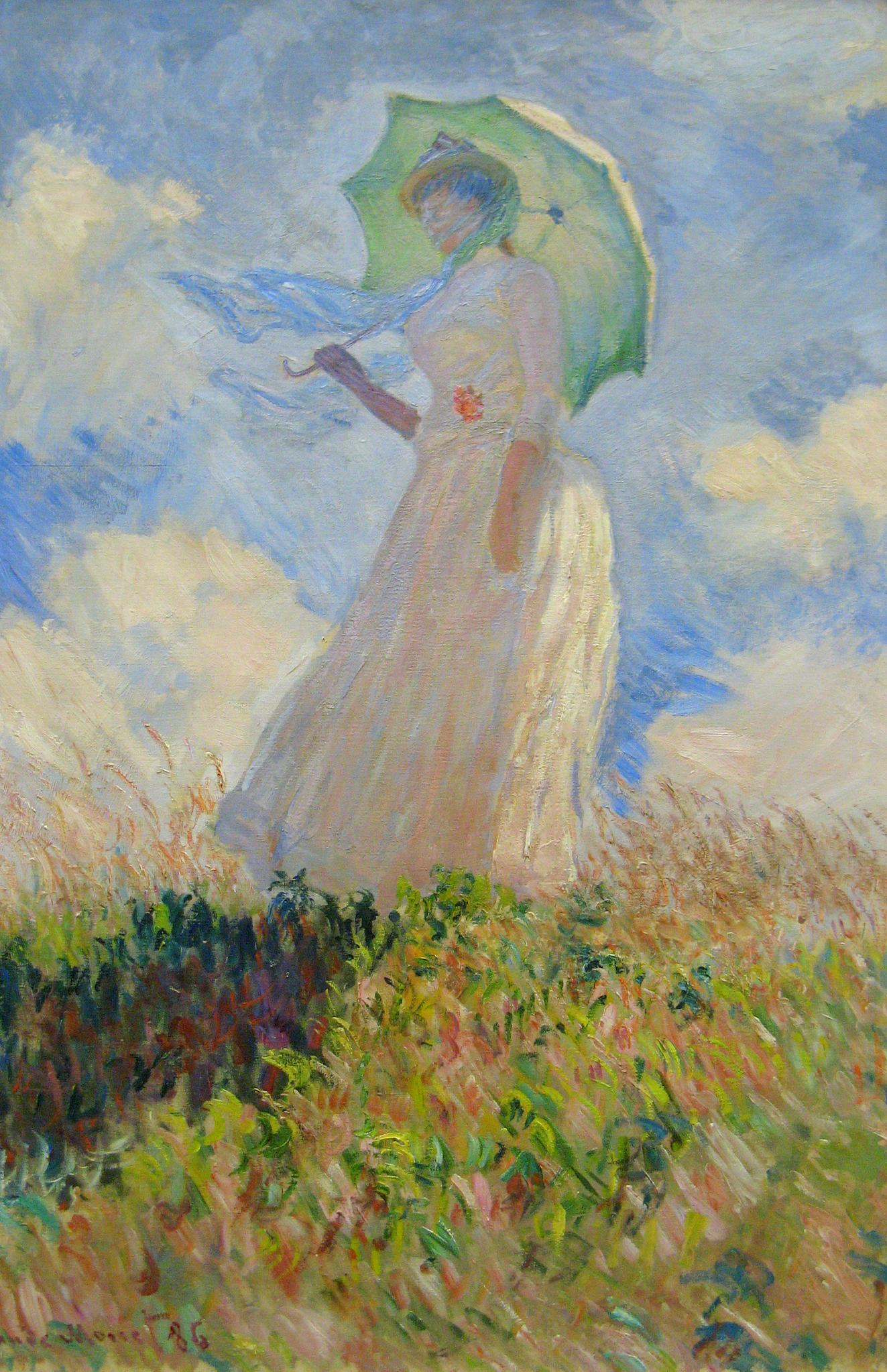
Žena se slunečníkem otočená vlevo (1886)
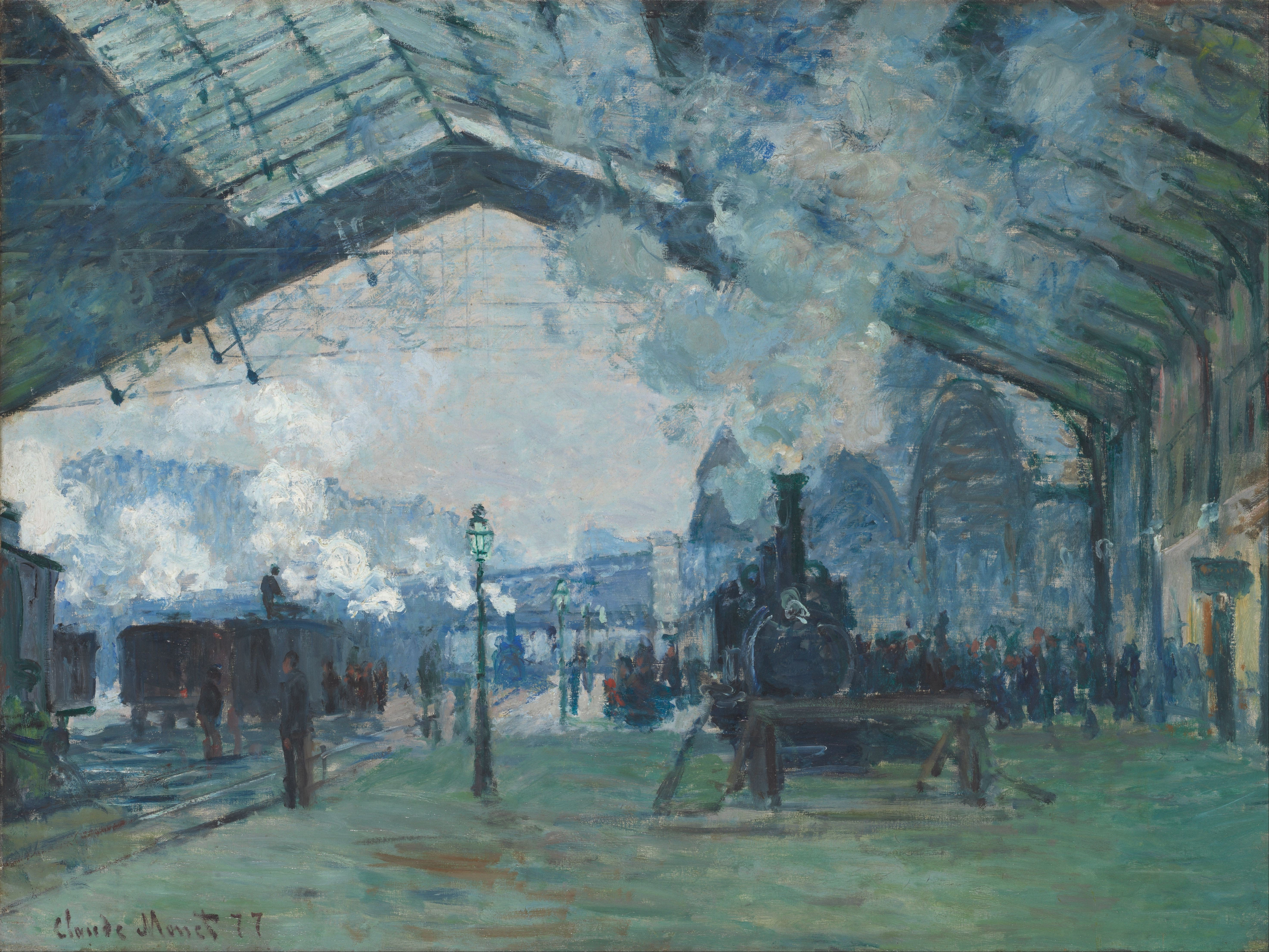
Příjezd vlaku na nádraží Saint-Lazare (1877)
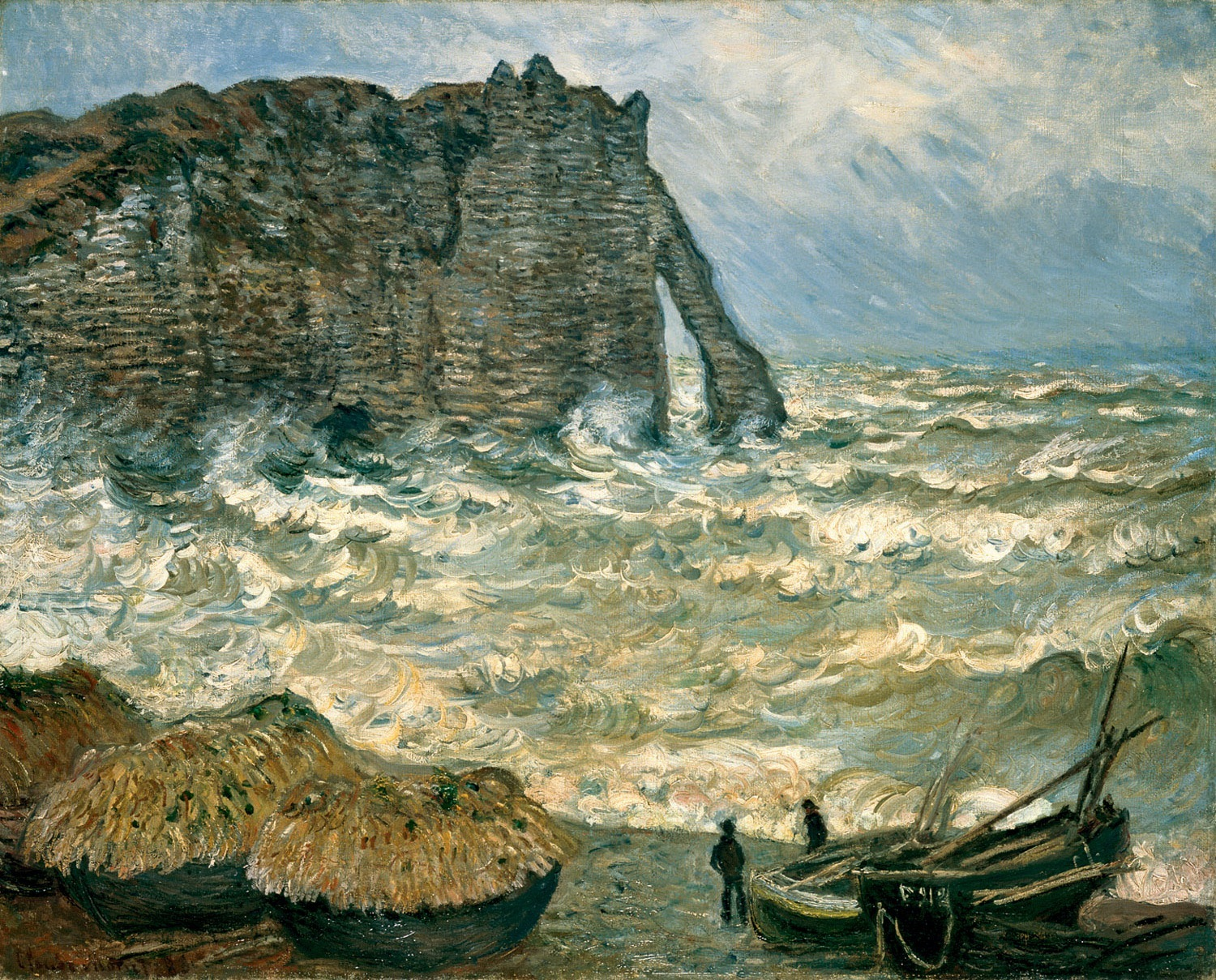
Příboj v Étretat (1883)
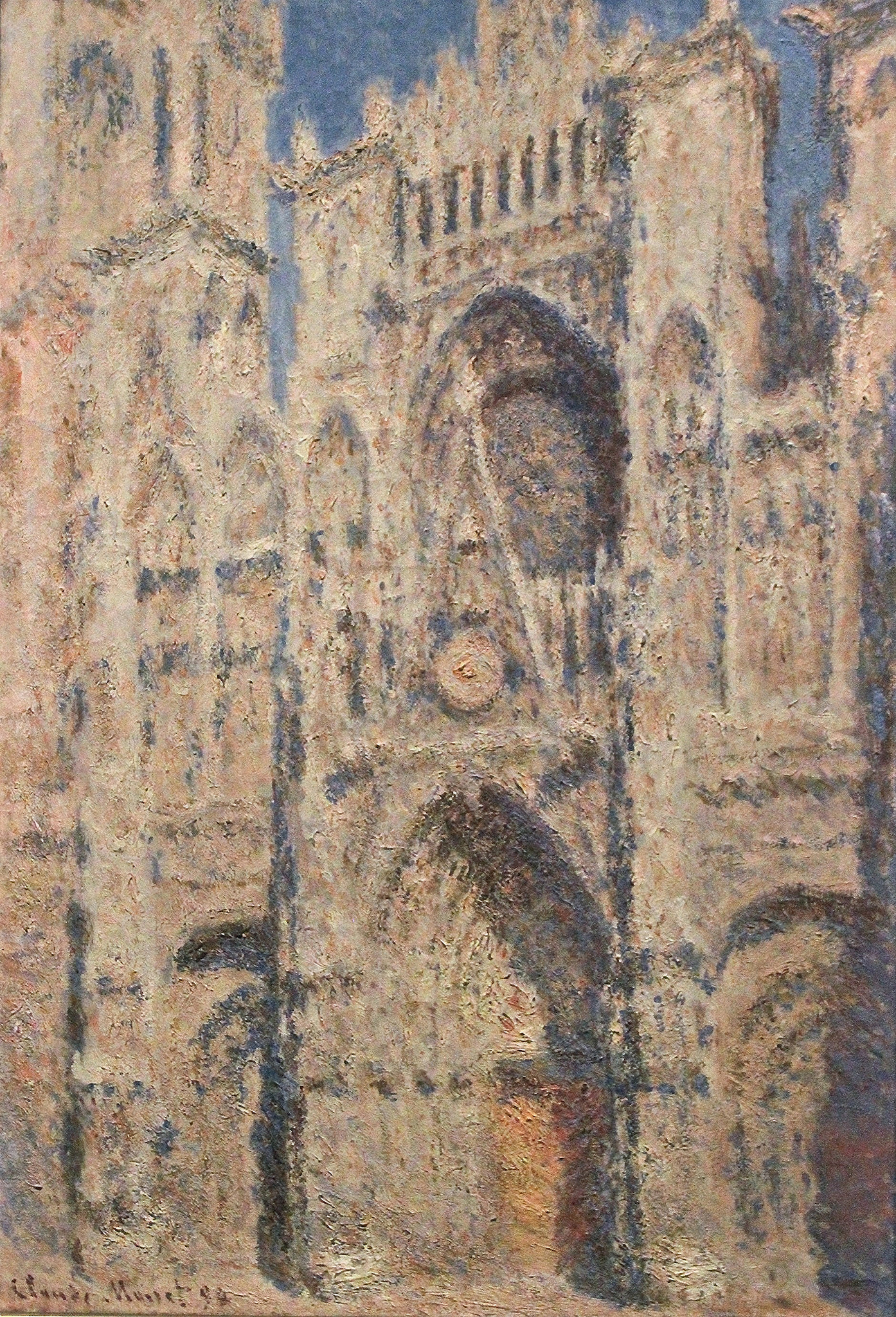
Katedrála v Rouenu za slunečního světla (1894)
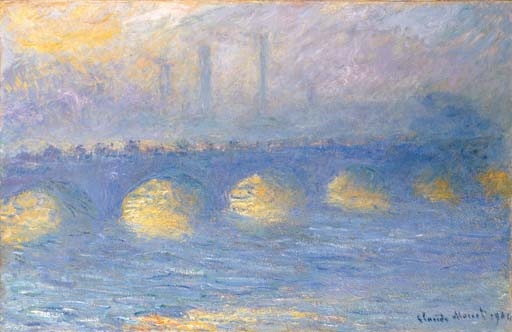
Most Waterloo (Londýn), 1904
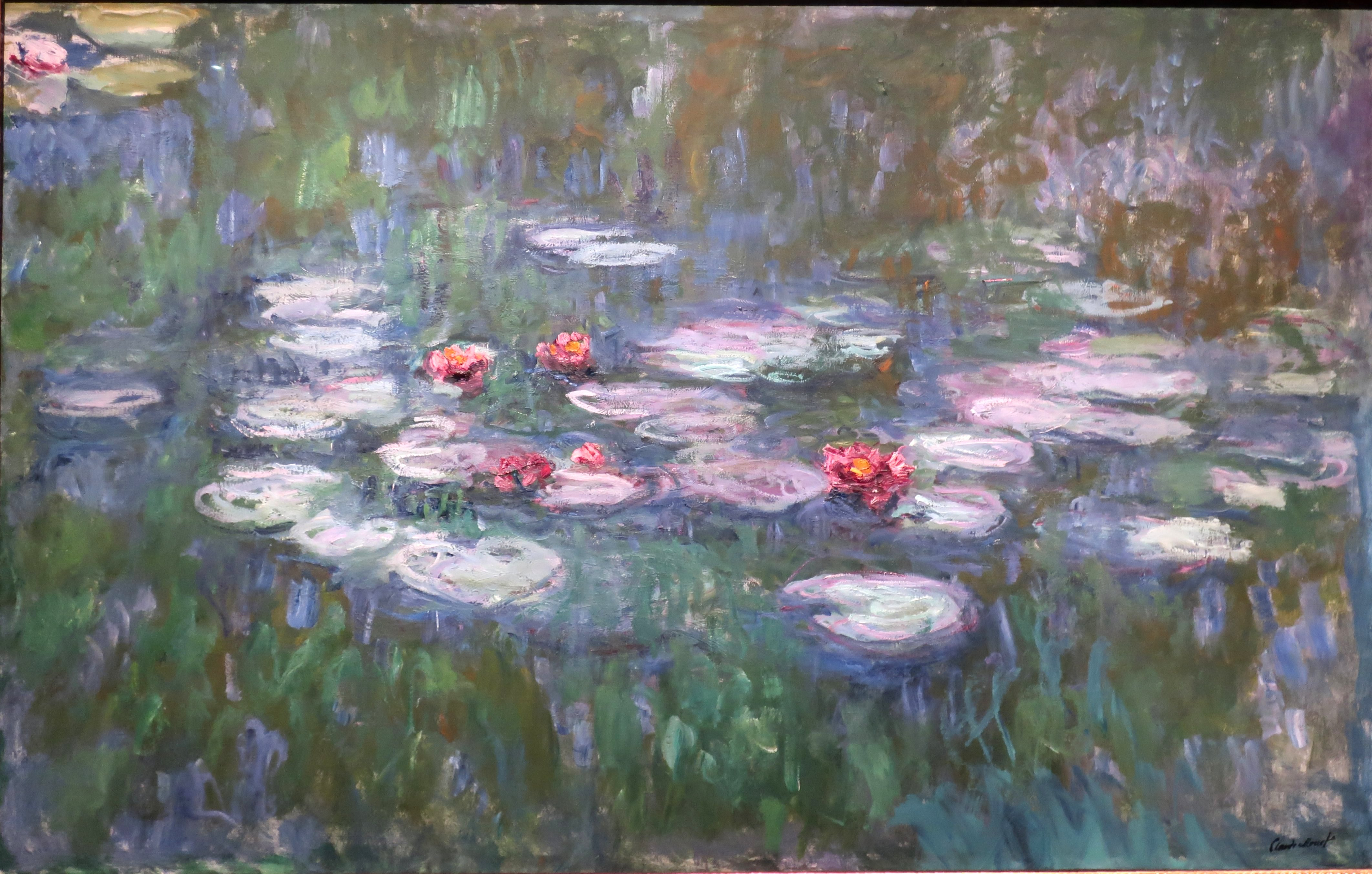
Lekníny (1916)